# 小指球
小指球（しょうしきゅう）とは、掌に存在する指球の1つである。

## ヒトにおける解剖学と疾患
ヒトの掌の第5指の付け根付近には肉が盛り上がっている場所が存在する。これがヒトの小指球である。この部分の皮膚の下には、第5指の運動などに関わる小指球筋や、尺骨神経の先端部が通っている場所でギヨン管とも呼ばれる尺骨神経管などが存在する。なお、尺骨神経管が何らかの原因で圧迫を受けると、例えば第4指や第5指に痺れを生ずるなど、様々な症状が現れる尺骨神経管症候群を発症する

。
また、ヒトの身体のなかでも小指球は、母指球などと並んで汗疱（別名、異汗性湿疹）と呼ばれる皮膚病が生じやすい部位としても知られている

。